# Jimmy Duquennoy
Jimmy Duquennoy (Tournai, 9 de junio de 1995-Doornik, 5 de octubre de 2018) fue un ciclista profesional belga. Murió víctima de un infarto.

## Palmarés
- No consiguió ninguna victoria como profesional